# Mosîr, Liuboml
Mosîr (în ucraineană Мо́сир) este un sat în comuna Ladîn din raionul Liuboml, regiunea Volînia, Ucraina.

## Demografie
Componența lingvistică a localității Mosîr
     Ucraineană (99,45%)
     Alte limbi (0,55%)
Conform recensământului din 2001, majoritatea populației localității Mosîr era vorbitoare de ucraineană (99,45%), existând în minoritate și vorbitori de alte limbi.